# GRACHAN42 × GLADIATOR 011
GRACHAN42 × GLADIATOR 011は、日本の総合格闘技団体「GRACHAN」ならびに「GLADIATOR」の大会の一つ
2019年12月22日、東京都大田区の大田区産業プラザPIOで開催された。

## 大会概要
2018年12月2日の「GRACHAN37 × GLADIATOR 008」以来、1年ぶりとなるGRACHANとGLADIATORのコラボ大会として、2019年12月22日、東京都大田区の大田区産業プラザPIOで開催された。今大会はGRACHANとGLADIATORの統一王座である「GRAND」のウェルター級王者ルクク・ダリが桜井隆多を迎え撃つほか、フライ級ではGRACHAN王者の松場貴志とGLADIATOR王者のNavEがGRAND王座決定戦で激突。GRACHANライト級タイトルマッチも含めて3大タイトルマッチが行われた。

## 試合結果
第1試合 GLADIATORフェザー級 5分2R
○  チハヤフル・ヅッキーニョス vs.  ワタナベ関羽マサノリ ×
2R 2:25 TKO
第2試合 GRACHANフライ級 5分2R
○  宮内拓海 vs.  ねこ☆佐々木 ×
1R 3:24 リアネイキドチョーク
第3試合 GRACHANバンタム級 5分2R
○  松本尚大 vs.  奥野真利 ×
1R 1:46 TKO
第4試合 GLADIATORバンタム級 5分2R
○  道端正司 vs.  大前健太 ×
2R 4:21 リアネイキドチョーク
第5試合 GLADIATORキックルール スーパーヘビー級 3分3R
○  内田ノボル vs.  楠ジャイロ ×
1R 終了時 TKO
第6試合 GRACHANバンタム級 5分2R
○  伊藤空也 vs.  山内雄輔 ×
判定3-0
第7試合 GLADIATORライトフライ級 5分2R
△  若林耕平 vs.  児玉勇也 △
ドロー 1-1
第8試合 GLADIATORフライ級 5分2R
○  宮城友一 vs.  石綱テツオ ×
判定2-1
第9試合 GRANDフライ級王座決定戦 5分3R
○  松場貴志 vs.  NavE ×
判定3-0
※松場貴志が初代GRANDフライ級王者に
第10試合 GRACHANバンタム級 5分2R
○  獅庵 vs.  坂巻魁斗 ×
2R 0:00 TKO
※右フックによる左まぶたの負傷でドクターストップ
第11試合 GRACHANフェザー級 5分2R
△  小島勝志 vs.  チー・オンアン・ディタン △
判定0-0
第12試合 GRANDウェルター級王座次期挑戦者決定戦 5分3R
○  長岡弘樹 vs.  ウィル・チョープ ×
判定3-0
第13試合 GRACHANライト級タイトルマッチ 5分3R
○  山本琢也 vs.  植田豊 ×
2R 4:34 TKO
※山本琢也が王座初防衛
第14試合 GRANDウェルター級タイトルマッチ 5分3R
○  桜井隆多 vs.  ルクク・ダリ ×
2R 2:56 腕ひしぎ十字固め
※桜井隆多が第2代GRANDウェルター級王者に